# 張九徵
張九徵（1617年—1684年），字公選，號湘曉，南直隸鎮江府丹徒縣人，清朝政治人物。

## 生平
順治二年（1645年）清軍破江南，首開鄉試，張九徵為當年乙酉科江南鄉試第一名舉人（解元），順治四年（1647年）丁亥科進士。授行人司行人，升吏部文選司主事、驗封司員外郎、考功司郎中，順治十二年（1655年）任乙未科會試同考官，丁憂去職。服闕，起為吏部稽勳司郎中，康熙三年（1664年）出為河南按察司僉事、提督河南學政，當時河南大饑，張九徵煮粥養活大量災民，建立育嬰堂收容棄嬰。康熙十八年（1679年）獲薦舉博學鴻儒科，誥封通議大夫內閣學士兼禮部侍郎。康熙二十三年（1684年）病逝。

## 著作
纂修《京江張氏家乘原稿》，著有《閩遊草》、《艾納亭存稿》、《文陸堂文稿》等。

## 家族
子張玉裁、張玉書、張仕可、張恕可。張玉書子張逸少。

## 軼事
《清稗類鈔》載其婚姻之事。